# José Luis Cordero Manzanares
José Luis Cordero Manzanares (San José, 31 de enero de 1987) es un exfutbolista costarricense que jugaba de interior izquierdo. Actualmente es el director deportivo del Veraguas United Fútbol Club.

## Trayectoria

### Inicios
José Luis Cordero inició jugando a los 13 años en las ligas menores de Liga Deportiva Alajuelense, donde saldría campeón en categoría infantil. Posteriormente se integró en las categorías inferiores del Deportivo Saprissa.

### Deportivo Saprissa
Después de jugar en las categorías inferiores del Deportivo Saprissa debutó en la Primera División de Costa Rica en el año 2005. Salió campeón del Campeonato de Invierno 2007 en donde ganaron la final en un marcador global de 2 a 4 contra CS Herediano. Salió campeón del Campeonato de Verano 2008 en donde se consagraron bicampeón en donde ganaron la final en un marcador global de 0 a 2 contra la LD Alajuelense. En la Liga de Campeones de la Concacaf 2008-09 jugó 1 partido en donde en la fase de grupos en donde quedaron en la tercera posición del grupo A quedándose a un paso de clasificarse a los cuartos de final. Salió campeón del Campeonato de Invierno 2008 en donde se consagraron tricampeón en donde ganaron la final en un marcador global de 3 a 2 contra la LD Alajuelense. Jugó el Campeonato de Verano 2009 en donde quedaron eliminados en las semifinales en donde perdieron en un marcador global de 1 a 2 contra el Liberia Mía. En el Campeonato de Invierno 2009 jugó 3 partidos en donde quedaron en la cuarta posición del grupo A de la Fase de clasificación.

### AD Ramonense
El 1 de enero de 2010 fue anunciado su cesión al Asociación Deportiva Ramonense. Debutó con el club el 17 de febrero de 2010 en el empate 0 a 0 contra su ex club el Deportivo Saprissa en el Estadio Guillermo Vargas Roldán en donde fue titular y jugó hasta el minuto 78. En el Campeonato de Verano 2010 jugó 14 partidos y anotó 3 goles en donde quedaron en la quinta posición del grupo B de la fase de clasificación.

### Brujas FC
El 1 de julio de 2010 fue anunciado su cesión al Brujas FC. Debutó con el club el 24 de julio de 2010 en la derrota 0 a 1 contra la Asociación Deportiva Barrio México en el Estadio Jorge Hernán "Cuty" Monge en donde fue titular y jugó todo el partido. En la Liga de Campeones de la Concacaf 2010-11 jugó 2 partidos y anotó 1 gol en donde fueron eliminados en la primera fase en donde perdieron en un marcador global de 6 a 4 contra el Joe Public FC en donde jugó en los 2 partidos y anotó el segundo gol al minuto 66 en el partido de ida. En el Campeonato de Invierno 2010 jugó 8 partidos y anotó 1 gol en donde fueron eliminados en los cuartos de final en donde perdieron en un marcador global de 4 a 3 contra el Club Sport Cartaginés en donde jugó en los 2 partidos. En el Campeonato de Verano 2011 jugó 14 partidos y anotó 6 goles en donde en la quinta posición del grupo B en la fase de clasificación.

### CS Herediano
El 1 de julio de 2011 fue anunciado su cesión al Club Sport Herediano, debutó con el club en un partido en la Liga de Campeones de la Concacaf el 26 de julio de 2011 en la victoria 8 a 0 contra el Alpha United FC en el Estadio Nacional de Costa Rica en donde fue suplente, entró al minutó 71 por Marvin Obando y anotó el octavo gol del equipo al minuto 92. En la Liga de Campeones de la Concacaf 2011-12 jugó 6 partidos y anotó 2 goles en donde quedaron eliminados en la fase de grupos en donde quedaron en la última posición del grupo D. Fue subcampeón del Campeonato de Invierno 2011 (Costa Rica) en donde perdieron la final 5 a 6 en las tandas de los penales después de quedar un marcador global de 2 a 2 contra la LD Alajuelense en donde jugó en los 2 partidos y anotó su gol en la tanda de los penales; en dicho torneo jugó 22 partidos y anotó 12 goles. Salió campeón del Campeonato de Verano 2012 en donde le ganaron la final 3 a 6 contra los Santos de Guápiles en donde no estuvo convocado por una lesión, en dicho campeonato jugó 9 partidos.

### Deportivo Saprissa
El 1 de julio de 2012 fue anunciado su regreso al Deportivo Saprissa. Disputó su primer partido después de su regreso el 25 de julio de 2012 en la victoria 3 a 1 contra el Municipal Pérez Zeledón en el Estadio Ricardo Saprissa en donde fue suplente y entró al minuto 75 por Manfred Russell. En el Campeonato de Invierno 2012 jugó 20 partidos y anotó 2 goles en donde fueron eliminados en las semifinales en donde perdieron en un marcador global de 1 a 2 contra su ex club el CS Herediano en donde jugó en los 2 partidos. En el Campeonato de Verano 2013 jugó 18 partidos y anotó 1 gol en donde fueron eliminados nuevamente en las semifinales en donde empataron 1 a 1 contra el Club Sport Cartaginés en donde pasó el cartaginés por esta mejor posicionado en la tabla de posiciones en donde jugó en los 2 partidos.

### Ratchaburi FC
El 1 de julio de 2013 fue anunciado como nuevo jugador del Ratchaburi Football Club teniendo su primera experiencia en el exterior en Tailandia. Debutó con el club el 6 de julio de 2013 en la derrota 2 a 3 contra el Super Power Samut Prakan FC en el Ratchaburi Stadium en donde fue titular y jugó todo el partido. En la Liga de Tailandia 2013 jugó 14 partidos 14 partidos y anotó 4 goles en donde quedaron en la decimoquinta posición salvándose del descenso.

### CS Herediano
El 21 de enero de 2014 fue anunciado como nuevo jugador del Club Sport Herediano en donde firmó por tres años siendo esta su segunda etapa con el club. Disputó su primer partido después de su regreso el 26 de marzo de 2014 en la derrota 5 a 2 contra la LD Alajuelense en el Estadio Alejandro Morera Soto en donde fue suplente y entró al minuto 70 por Francisco Calvo Quesada. En el Campeonato de Verano 2014 jugó 5 partidos en donde fueron eliminados en las semifinales en donde perdieron en un marcador global de 4 a 2 contra la LD Alajuelense en donde no estuvo convocado.

### Belén FC
El 1 de julio de 2014 fue anunciado como nuevo jugador del Belén Fútbol Club. Debutó con el club el 16 de agosto de 2014 en el empate 1 a 1 contra su ex club el CS Herediano en el Estadio Eladio Rosabal Cordero en donde fue suplente y entró al minutó 78 por William Quirós. En el Campeonato de Invierno 2014 jugó 22 partidos y anotó 5 goles en donde quedaron en la octava posición de la fase de clasificación.

### CS Herediano
El 1 de julio de 2015 fue anunciado su regreso al CS Herediano siendo esta su tercera etapa con el club. Disputó su primer partido después de su regreso el 18 de enero de 2015 en la victoria 1 a 3 contra su ex club el Belén Fútbol Club en el Estadio Eladio Rosabal Cordero en donde titular y jugó hasta el minuto 68. En la Liga de Campeones de la Concacaf 2014-15 jugó 2 partidos en donde fueron eliminados en las semifinales en donde perdieron en un marcador global de 6 a 3 contra el Club América en donde jugó en los 2 partidos. Salió campeón del Campeonato de Verano 2015 en donde ganaron la final 3 a 2 en las tandas de los penales después de quedar un marcador global de 3 a 3 contra la LD Alajuelense en donde jugó en el partido de vuelta y anotó su gol en las tandas de los penales, en dicho campeonato jugó 14 partidos. En la Liga de Campeones de la Concacaf 2015-16 jugó 2 partidos en donde quedaron eliminados en las fase de grupos en donde quedaron en la segunda posición del grupo B en donde se quedaron a un paso de clasificarse a los cuartos de final. En el Campeonato de Invierno 2015 jugó 8 partidos y anotó 2 goles en donde quedaron eliminados en las semifinales en donde perdieron en un marcador global de 2 a 3 contra el Deportivo Saprissa en donde no estuvo convocado.

### Belén FC
El 1 de julio de 2016 fue anunciado su cesión al Belén Fútbol Club siendo esta su segunda etapa con el club. Disputó su primer partido después de su regreso el 17 de enero de 2016 en la derrota 2 a 1 contra el Deportivo Saprissa en el  Estadio Ricardo Saprissa en donde fue titular y jugó hasta el minuto 76. En el Campeonato de Verano 2016 jugó 20 partidos y anotó 11 goles en donde fue uno de los tres goleadores del campeonato en donde fueron eliminados en las semifinales en donde quedaron empate en un marcador global de 2 a 2 contra su ex club el CS Herediano, en donde pasó el herediano por estar mejor posicionado en la Fase de clasificación. En el Campeonato de Invierno 2016 jugó 19 partidos y anotó 9 goles en donde quedaron en la novena posición de la fase de clasificación.

### LD Alajuelense
El 20 de diciembre de 2016 fue anunciado como nuevo jugador de la Liga Deportiva Alajuelense. Debutó con el club el 7 de enero de 2017 en la derrota 1 a 2 contra los Santos de Guápiles en el Estadio Alejandro Morera Soto en donde fue titular, anotó el único gol del equipo al minuto 10 y jugó todo el partido. En el Campeonato de Verano 2017 jugó 18 partidos y anotó 8 goles en donde quedaron en la séptima posición de la Fase de clasificación. En la Liga Concacaf 2017 jugó 1 partido en donde fueron eliminados en los octavos de final en un marcador global de 0 a 3 contra el Club Deportivo Olimpia en donde jugó en el partido de vuelta. En el Campeonato Apertura 2017 jugó 21 partidos y anotó 5 goles en donde quedaron en la quinta posición de la Fase de clasificación quedándose a un paso de clasificarse del cuadrangular. En el Campeonato Clausura 2018 jugó 25 partidos y anotó 3 goles en donde quedó en la segunda posición de la Fase del cuadrangular. En el Campeonato Apertura 2018 jugó 3 partidos en donde quedaron eliminados en la final de la segunda ronda en la tandas de los penales 4 a 2 después de un marcador global de 3 a 3 contra el CS Herediano en donde no estuvo convocado.

### AD San Carlos
El 26 de diciembre de 2018 fue anunciado su cesión a la Asociación Deportiva San Carlos. Debutó con el club el 12 de enero de 2019 en el empate 1 a 1 contra el CS Herediano en el Estadio Eladio Rosabal Cordero en donde fue suplente y entró al minuto 50 por Ismael Gómez. Salió campeón del Campeonato Clausura 2019 en donde ganaron la final después de quedar un marcador global de 1 a 1 en donde ganaron por a ver quedado en la primera posición de la Fase de clasificación en donde en donde jugó en el partido de vuelta, en dicho campeonato jugó 21 partidos y anotó 4 goles. En la Liga Concacaf 2019 jugó 4 partidos en donde fueron eliminados en los cuartos de final en un marcador global de 1 a 2 contra el Alianza Fútbol Club en donde jugó en los 2 partidos. En el Campeonato Apertura 2019 jugó 18 partidos y anotó 2 goles en donde fueron eliminados en las semifinales en donde perdieron en un marcador global de 3 a 0 contra la LD Alajuelense en donde jugó en los 2 partidos.

### Guadalupe FC
El 19 de diciembre de 2019 fue anunciado como nuevo jugador del Guadalupe FC. Debutó con el club el 11 de enero de 2020 en la victoria 5 a 0 contra La U Universitarios en el Estadio José Joaquín "Colleya" Fonseca en donde fue titular y jugó hasta el minuto 61. En el Campeonato Clausura 2020 jugó 20 partidos y anotó 3 goles en donde quedaron en la quinta posición de la Fase de clasificación en donde quedaron a un paso de clasificarse a la semifinales. En el Campeonato Apertura 2020 jugó 15 partidos y anotó 1 gol en donde quedaron en la tercera posición del grupo A de la Fase de clasificación quedándose a un paso de clasificarse a las semifinales. En el Campeonato de Clausura 2021 jugó 8 partidos y anotó 1 gol en donde quedaron en la undécima posición de la Fase de clasificación. El 1 de julio de 2021 fue anunciado su salida del club. El 1 de julio de 2023 fue anunciado su regreso al Guadalupe FC. Jugó el Torneo Apertura 2023 de Segunda División de Costa Rica en donde fueron eliminados en las semifinales en donde perdieron en un marcador global de 5 a 4 contra el Asociación Deportiva Cariari Pococí.

### Veraguas United FC
El 26 de julio de 2024 fue anunciado como nuevo jugador del Veraguas United Fútbol Club. Debutó con el club el 29 de julio de 2024 en el empate 0 a 0 contra el Herrera FC en el Estadio de Atalaya en donde fue suplente y entró al minuto 52 por Jorge Ángulo. En el Torneo Clausura 2024 jugó 15 partidos y dio 1 asistencia en donde fueron eliminados en las semifinales en un marcador global de 3 a 1 contra el CA Independiente en donde jugó en los 2 partidos. El 30 de noviembre de 2024 anunció su retiro como jugador profesional. El 1 de diciembre de 2024 el Veraguas United FC lo anunció como su nuevo director deportivo.

## Selección nacional

### Categorías inferiores
Fue convocado por la selección sub-20 de Costa Rica para el Torneo Sub-20 de la Concacaf 2005 en donde jugó 3 partidos y anotó 1 gol en donde quedaron en la tercera posición del grupo A quedándose a un paso de clasificarse a a la copa mundial y para el Torneo Sub-20 de la Concacaf 2007 en donde jugó 2 partidos y anotó 1 gol quedando en la segunda posición del grupo B clasificándose a la Copa Mundial de Fútbol Sub-20 de 2007.

### Selección absoluta
Fue convocado por la selección absoluta de Costa Rica para el partido amistoso el 7 de octubre de 2011 en la derrota 0 a 1 contra Brasil en el Estadio Nacional de Costa Rica en donde fue suplente en todo partido y nuevamente fue convocado para el partido amistoso el 22 de diciembre de 2011 en la victoria 0 a 2 contra Venezuela en el Estadio Metropolitano de Lara en donde fue nuevamente suplente todo el partido.

## Clubes
| Club                    | País       | Año         | Partidos | Goles |
| ----------------------- | ---------- | ----------- | -------- | ----- |
| Deportivo Saprissa      | Costa Rica | 2005 - 2009 | 20       | 3     |
| AD Ramonense (Préstamo) | Costa Rica | 2010        | 14       | 3     |
| Brujas FC (Préstamo)    | Costa Rica | 2010 - 2011 | 24       | 8     |
| CS Herediano            | Costa Rica | 2011 - 2012 | 37       | 14    |
| Deportivo Saprissa      | Costa Rica | 2012 - 2013 | 38       | 3     |
| Ratchaburi FC           | Tailandia  | 2013        | 14       | 4     |
| CS Herediano            | Costa Rica | 2014        | 5        | 0     |
| Belén FC                | Costa Rica | 2014        | 22       | 5     |
| CS Herediano            | Costa Rica | 2015        | 26       | 2     |
| Belén FC (Préstamo)     | Costa Rica | 2016        | 39       | 20    |
| LD Alajuelense          | Costa Rica | 2017 - 2018 | 68       | 14    |
| AD San Carlos           | Costa Rica | 2018 - 2019 | 43       | 6     |
| Guadalupe FC            | Costa Rica | 2020 - 2021 | 43       | 5     |
| Guadalupe FC            | Costa Rica | 2023        | 1        | 0     |
| Veraguas United FC      | Panamá     | 2024        | 15       | 0     |

## Palmarés

### Títulos nacionales
| Título           | Club               | País       | Año    |
| ---------------- | ------------------ | ---------- | ------ |
| Primera División | Deportivo Saprissa | Costa Rica | 2007-I |
| Primera División | Deportivo Saprissa | Costa Rica | 2008-V |
| Primera División | Deportivo Saprissa | Costa Rica | 2008-I |
| Primera División | CS Herediano       | Costa Rica | 2012-V |
| Primera División | CS Herediano       | Costa Rica | 2015-V |
| Primera División | AD San Carlos      | Costa Rica | 2019-C |

### Distinciones individuales
| Distinción                                                 | Año    |
| ---------------------------------------------------------- | ------ |
| Goleador de la Primera División de Costa Rica con 11 goles | 2016-V |